# Hoàng liên bắc
Hoàng liên bắc hay hoàng liên Trung Quốc (danh pháp hai phần: Coptis chinensis) là loài thực vật thuộc chi Hoàng liên, loài bản địa của Trung Quốc.

## Các giống cây
- Coptis chinensis Franch. var. chinensis[2]
  - (syn. Coptis teeta Wallich var. chinensis Finet & Gagnepain)[2]

## Dược liệu
Củ hoàng liên Trung Quốc là một vị thuốc trong đông y, có chứa isoquinolin alkaloid berberine, palmatin, hydrastin, và coptisin.
Tại Việt Nam, hoàng liên Trung Quốc được xếp vào Danh mục các loài thực vật, động vật nghiêm cấm khai thác, sử dụng vì mục đích thương mại .